# Qutugku Khan
Qutugku Khan (mongol : ᠬᠤᠲᠤᠭᠲᠤ
ᠬᠠᠭᠠᠨ, translit. qutuγtu qaγan, mongol cyrillique : Хутагт хаан, translit. Khutagt Khaan), né le 22 décembre 1300 et mort le 30 août 1329, est un Khan mongol, khagan de l'Empire mongol et empereur de Chine de la dynastie Yuan entre le 27 février et le 30 août 1329.

## Biographie
Qutugku est le fils aîné de Külüg Khan, empereur entre 1307 et 1311.

## Famille

### Epouses et enfants
On lui connait 7 épouses et 4 enfants :
- Mailaiti Khatun, (? - 1320), issue des Karluks;
  - Togoontomor, (25/5/1320 - 23/5/1370), Khagan en 1333, premier fils;
- Anchuhan Khatun;
- Yuelusha Khatun;
  - Princesse Changguo;
- Buyanhuludou Khatun;
- Yesu Khatun;
- Tuohusi Khatun;
- Babusha Khatun, (v.1310 - 5/1330), aristocrate Naiman;
  - Ningzong, (1/51326 - 14/12/1332), Khagan en 1332, second fils;
- Inconnu
  - Princesse Minghui Zhenyi, son prénom de naissance est Budaxini;